# Alphonse Beffort
Alphons Johann Peter (Alphonse) Beffort (Luxemburg-Stad, 14 december 1886 – aldaar, 18 april 1966) was een Luxemburgs kunstschilder.

## Leven en werk
Alphonse Beffort was een zoon van handschoenmaker Johann Peter Beffort en Barbara Orniack. Hij was een leerling van André Thyes. Hij trouwde in 1921 met Maria Mamer, uit dit huwelijk werd een dochter geboren. Beffort werkte bij een hut van het staalconcern ARBED. Hij was daarnaast actief als schilder, hij schilderde in aquarel en olieverf en maakte gouaches. Hij was lid van de Cercle Artistique de Luxembourg,  waar hij van 1918 tot 1965 deelnam aan de jaarlijkse salons. In 1936 had hij een solotentoonstelling bij Lakaff in Mersch, waar hij olieverfschilderijen toonde van Mersch en omgeving. De gemeenteraad besloot daarop zijn schilderij van de Michaëlstoren, de vrijstaande toren van de Michaëlskerk, aan te kopen.
Alphonse Beffort overleed in Rollingergrund, op 79-jarige leeftijd.
- Musée national d'archéologie, d'histoire et d'art: lkl004126